# Almir Filipovic
Almir Filipovic (1970. május 21. –) bosnyák labdarúgó.